# Josef Bauer (Politiker, 1912)
Josef Bauer (* 15. März 1912 in Regensburg; † 9. April 1978 in Kelheim) war ein deutscher Jurist und Politiker (CSU).

## Leben und Beruf
Nach dem Abitur 1932 am Humanistischen Alten Gymnasium in Regensburg nahm Bauer ein Studium der Rechts- und Staatswissenschaften an den Universitäten in Würzburg und München auf, das er nach dem Referendariat an Regensburger Gerichten und am Oberlandesgericht Nürnberg 1939 mit dem zweiten juristischen Staatsexamen beendete. Ab 1940 war er Gerichtsassessor und Amtsgerichtsrat in Kelheim. Kurz darauf wurde er zur Wehrmacht eingezogen und nahm bis 1945 als Soldat am Zweiten Weltkrieg teil. Von 1945 bis 1951 war er Vorstand des Amtsgerichtes Kelheim, von 1951 bis 1958 dann des Amtsgerichtes Abensberg.

## Partei
Bauer trat in die CSU ein, war seit 1968 stellvertretender Vorsitzender des CSU-Bezirkes Niederbayern und seit 1970 stellvertretender Landesvorsitzender des Arbeitskreises Juristen der Christsozialen.

## Abgeordneter
Bauer war von 1952 bis 1958 Kreistagsmitglied des Kreises Kelheim und von 1958 bis 1962 Mitglied des Bezirkstages von Niederbayern. Dem Bayerischen Landtag gehörte er von 1962 bis 1974 an.

## Öffentliche Ämter
Bauer war von 1958 bis 1966 Landrat des Kreises Kelheim. Vom 5. Dezember 1966 bis zum 12. November 1974 amtierte er als Staatssekretär im Staatsministerium der Justiz in der von Ministerpräsident Alfons Goppel geführten Regierung des Freistaates Bayern.

## Ehrungen
- 1967: Verdienstkreuz 1. Klasse der Bundesrepublik Deutschland
- 1969: Großes Verdienstkreuz der Bundesrepublik Deutschland
- 1974: Großes Verdienstkreuz mit Stern
- Josef-Bauer-Haus in Kelheim
- Bayerischer Verdienstorden